# Gymnotus tiquie
Gymnotus tiquie är en fiskart som beskrevs av Maxime, Lima och Albert 2011. Gymnotus tiquie ingår i släktet Gymnotus och familjen Gymnotidae. Inga underarter finns listade i Catalogue of Life.